# Segundo Cantón
Segundo Cantón är en ort i Mexiko.   Den ligger i kommunen Tuzantán och delstaten Chiapas, i den sydöstra delen av landet, 900 km sydost om huvudstaden Mexico City. Segundo Cantón ligger 36 meter över havet och antalet invånare är 952.
Terrängen runt Segundo Cantón är kuperad åt nordost, men åt sydväst är den platt. Runt Segundo Cantón är det ganska tätbefolkat, med 207 invånare per kvadratkilometer. Närmaste större samhälle är Huixtla, 5,5 km nordväst om Segundo Cantón. I omgivningarna runt Segundo Cantón växer i huvudsak städsegrön lövskog.